# Skellefteå
För andra betydelser, se Skellefteå (olika betydelser).
Skellefteå uttal (fil) (skelleftebondska Skellet ['ʃe̞l:e̞t] eller Skelet ['ʃe:le̞t], umesamiska Syöldate, sydsamiska Skillehte eller Syöldete, finska Heletti) är en tätort och centralort i Skellefteå kommun, Västerbottens län, belägen cirka 15 km uppströms från Bottenviken och Skelleftehamn, där E4:an möter Skellefteälven. Skellefteå grundades 1845 på initiativ av kyrkoherden Nils Nordlander. Skellefteå sockens historia går tillbaka till 1300-talet. Stadsområdet Skellefteå är indelat i 24 stadsdelar, inräknat delar som Tuvan, Skelleftehamn och Örviken, medan den egentliga staden omfattar 14 stadsdelar.
Skellefteå kallas ibland "Guldstaden" på grund av Boliden AB:s långvariga verksamhet i området, samt Skelleftefältet, ett av världens mineralrikaste. Kommunens helägda kraftbolag, Skellefteå Kraft, är det näst största svenskägda kraftbolaget efter Vattenfall AB. Musik och idrott, bland annat ishockey, har präglat stadens moderna historia med exempelvis Skellefteå AIK och Trästockfestivalen. Skellefteå är sedan 2017 också platsen för företaget Northvolts första batterifabrik.
Kultur- och friluftsområdet Nordanå, beläget vid stadens nutida centrum, är en del av riksintresset Skellefteå sockencentrum, med kyrkstad och marknadsplats vid den gamla kustlandsvägen. Här berättas platsens betydelse för bygdens kyrkliga, sociala och kommersiella liv sedan medeltiden. Även försvarets organisation och utbildning under indelningsverkets tid finns representerat inom området. Inom detta riksintresseområde finns ett antal lagskyddade byggnadsminnen såsom majorsbostället Nyborg, Bonnstan, Livréboden och Lejonströmsbron.

## Namn

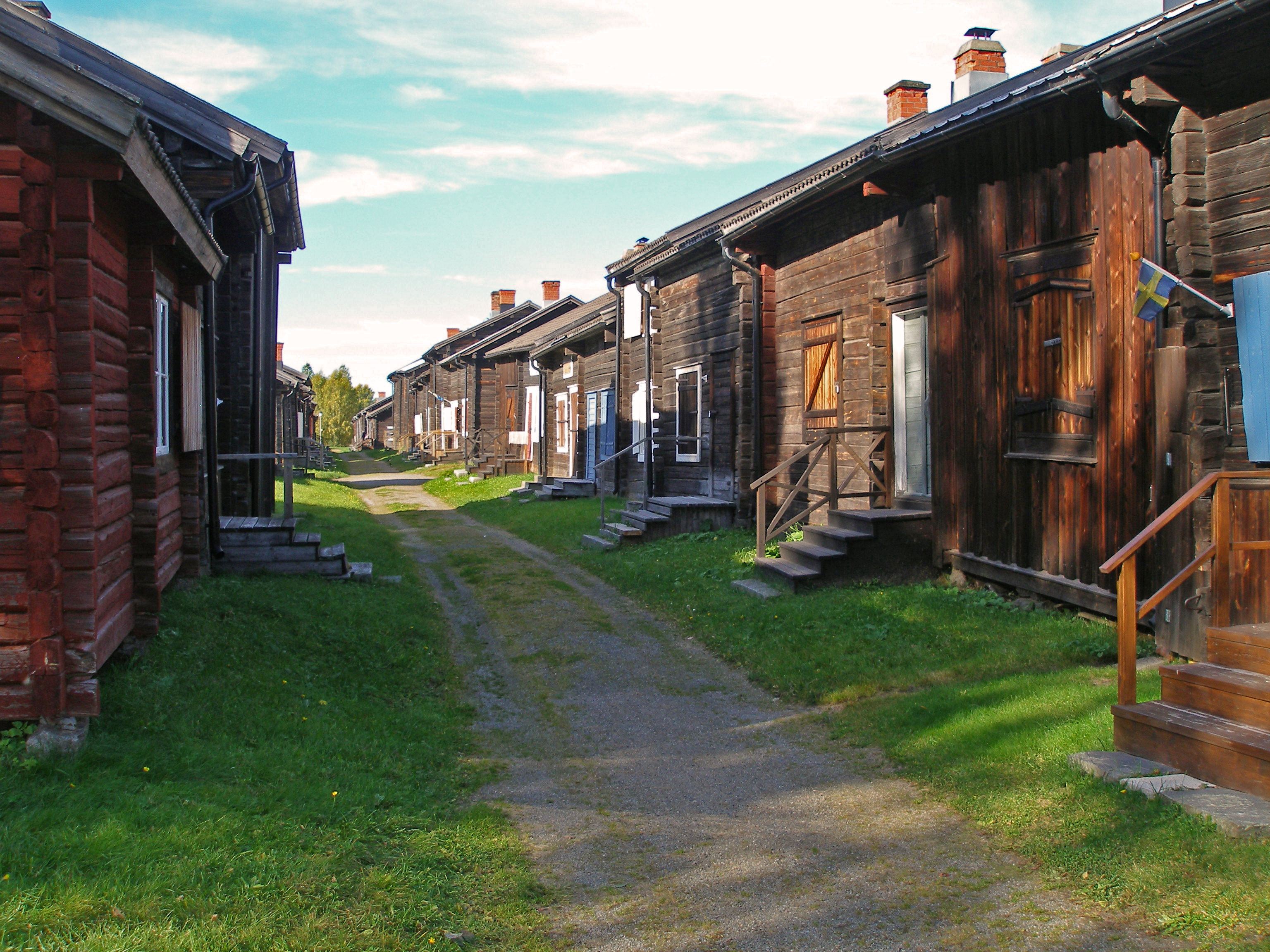
Bonnstan

Ortnamnet Skellefteå, skrevs 1327 Skelepht, men ursprunget är okänt. Möjligen kommer det inte från det lokala ånamnet (i det här fallet Skellefteälven), utan både stadens och älvens namn har troligtvis tidigt samiskt ursprung. Skellefteälvens översta del är dock Sieldutjokk i dalen Sieldutvagge. 
På sydsamiska heter staden Skillehte eller Syöldete och på umesamiska Syöldate. Ett vanligt smeknamn bland invånarna är Stan. På den lokala dialekten (Skelleftebondska) heter staden Sch'ället eller Schélet. Ett gammalt finskt namn är Heletti och på Olaus Magnus karta Carta marina kallas staden Skellitta.

## Historia

### Förhistoria
Det är fastställt att människor fanns i trakten cirka 6000 f.Kr., och flera sten- och bronsåldersfynd har också hittats. Man har också påträffat förhistoriska skidor, Kalvträskskidan, som är 5200 år gamla och världens äldsta skidor. Från 1300-talet, när Skellefteå socken grundades, och framåt finns skriftliga källor, där det bland annat berättas att det 1419 fanns 60 hushåll i socknen. 1543 hade antalet stigit till 372, och då uppfördes också den första stenkyrkan, vars sakristia fortfarande finns bevarad i Skellefteå landsförsamlings kyrka, Landskyrkan.
På 1500- och 1600-talen fanns planer på att anlägga en ny stad i Skellefte socken. När Piteå (som vid denna tidpunkt var beläget där Öjebyn ligger idag) brann ned år 1666, ville Piteås borgare anlägga en ny stad. Den skulle ligga omkring åtta mil söderut på Storkåge bys ägor (där samhället Kåge idag ligger), på grund av ortens naturligt djupa hamn. Kung Karl XI utfärdade också privilegier till den nya staden, vilken skulle heta Hedvigstad efter hans mor drottning Hedvig Eleonora. Piteås borgare ändrade sig dock i sista stunden och valde att istället återuppbygga Piteå på dess nuvarande plats, omkring tio kilometer söderut, närmare havet. Sålunda skrinlades planerna på en ny stad mellan Piteå och Umeå.

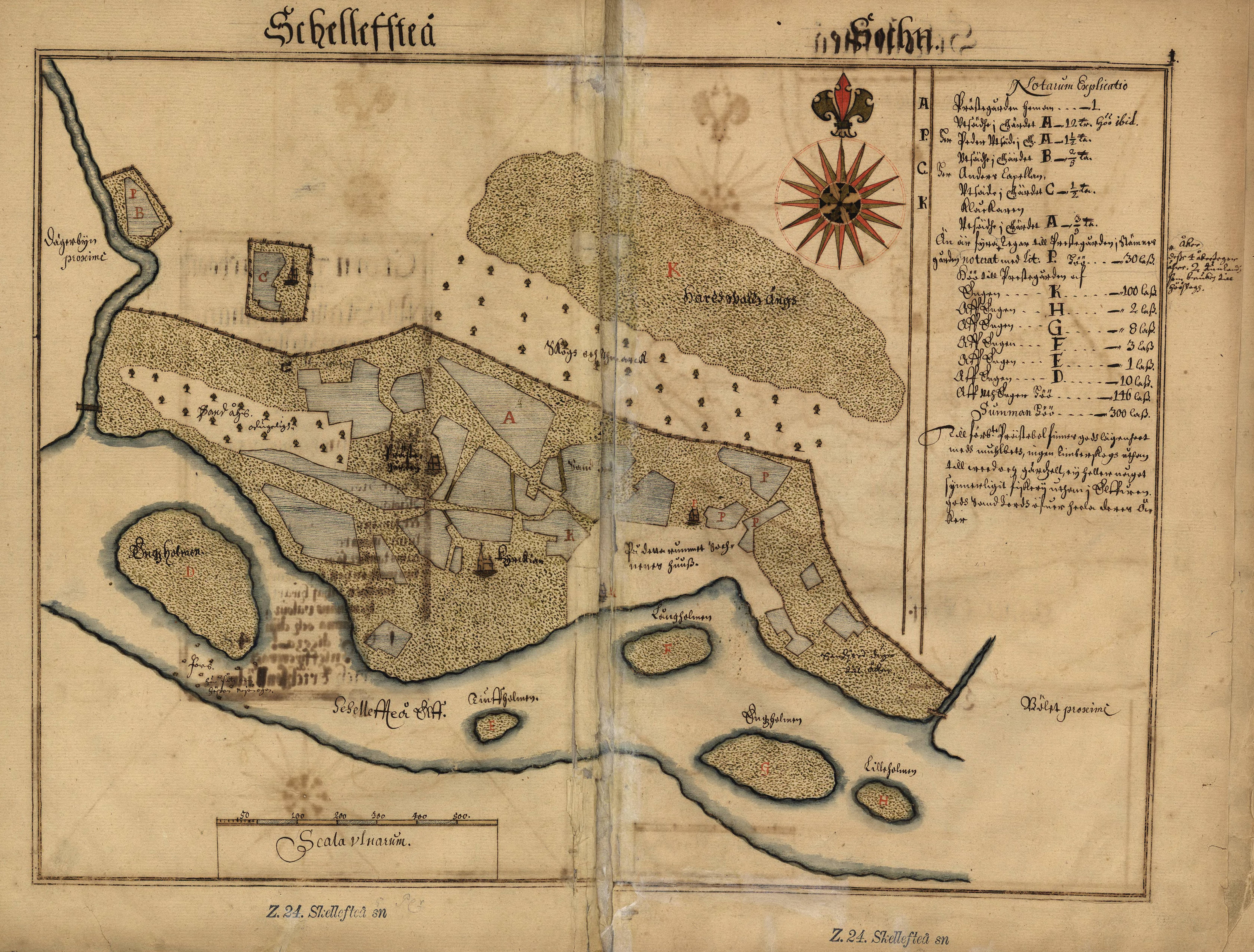
Karta över Skellefteå av Johan Larsson Tresk från 1648

Under den svenska stormaktstiden deltog de flesta män i krigen. Bland annat slogs Skellefteå kompani ut helt två gånger. Det var änkorna efter alla soldater som fick dra det tunga lasset vid bygdens långsamma återhämtning i början av 1700-talet.

### Stadens grundläggande
Mellan 1730 och 1862 utsynades 565 nybyggen i storsocknen. Således fick skelleftebygden den bystruktur som i stort sett förblev oförändrad fram till 1950-talet. Handeln med trävaror tog fart, och kravet på en stadsbildning i Skellefte älvdal ökade. På initiativ av kyrkoherden Nils Nordlander grundades Skellefteå 1845 på Norrböle bys ägor. Det var trots hårt motstånd från borgarna i Umeå och Piteå, vilka hade handelsrättigheterna, som Skellefteå fick stadsprivilegier 1845.

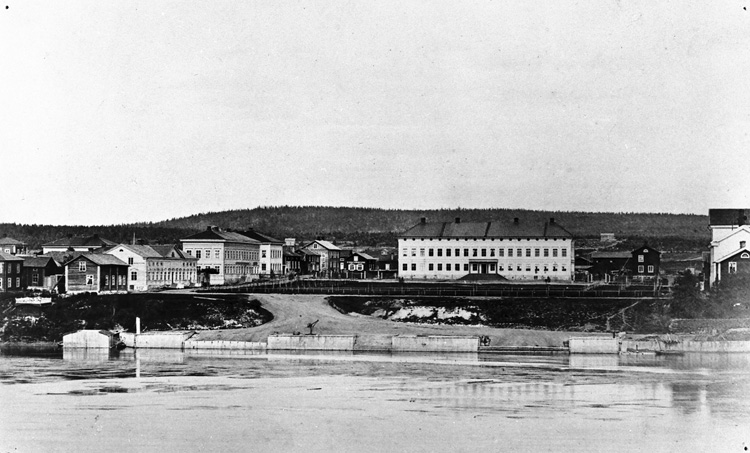
Skellefteå 1870. Stadsbyggandet har inletts på allvar. Stadshuset i vitt.

Skellefteå beviljades dock inte stapelstadsrättigheter, utan fick nöja sig med att bli en uppstad. Först vid den sjätte framställningen, den 4 november 1881, erhöll Skellefteå stapelstadsrättigheter, men fick däremot aldrig rätt till den eftertraktade tolagsersättningen.
Under hösten 1878 utsågs Arvid Hörnell till borgmästare i Skellefteå, och var vid den tiden den yngste i landet att inneha en sådan post. Året därpå började stadens egen jurisdiktion att gälla, varpå Hörnell formellt tillträdde sitt ämbete.
Även om Skellefteå är en av Norrlandskustens yngre städer, är kyrkplatsen vid Skellefteå landsförsamlings kyrka en gammal mötesplats och Skellefteå socken grundades redan på 1300-talet. I närheten av kyrkplatsen växte ett centrum upp och även den så kallade Bonnstan med mängder av kyrkstugor. Bonnstan har eldhärjats flera gånger.

### 1900-talet och 2000-talet
Under 1900-talet utvecklades Skellefteå till en viktig industristad. Med efterkrigstidens stadsförnyelse följde att mycket av den äldre träbebyggelsen, bland annat stadshuset i trä, gick i graven och ersattes med modern bebyggelse.
Nästa steg i bostadspolitiken var miljonprogrammet 1965–1975 med målet en miljon nya bostäder. I Skellefteå tillkom stadsdelarna Sjungande dalen, Anderstorp och något senare Morö Backe. Även omfattande rivningar skedde under denna epok, med den uttalade ambitionen hos de styrande att ge staden en modernt och välfungerande centrum.
Skellefteå AIK vann SM-guld i ishockey 1978, 2013, 2014 och 2024. Under hösten 1980 blev Skellefteå säte för Västerbottensteatern. Skeríaområdet, nuvarande Campus Skellefteå, etablerades 1985. Trästockfestivalen grundades 1991. Åren kring 1990 innebar en smärre nybyggnadsboom, både för bostäder och lokaler. Bostadsområdet Anderstorp kompletterades mot älven med Tuböle som tog sitt namn efter den herrgård som legat där, just uppströms herrgården Anderstorpsgården. Norrböle utökades mot norr med ett nytt område, Erikslid. Sedan dröjde det drygt 15 år innan byggandet tog fart igen, nu med industriellt träbyggande (bostäder) på Älvsbacka och i centrum (kvarteret Ekorren) som en del av den nationella träbyggnadsstrategin, men även med traditionellt byggande i betong.

### Administrativa indelningar
Skellefteå var och är kyrkby i Skellefteå socken, varur Skellefteå stad utbröts 1845. När 1862 års kommunalförordningar trädde i kraft 1863 blev staden, ovanligt nog, inte en egen kommun utan först 1881 bildades stadskommunen fristående från Skellefteå landskommun. I landskommunen där en del av orten bebyggelse kom att växa fram inrättades Norrböle municipalsamhälle 20 april 1897 och Skelleftestrands municipalsamhälle 30 april 1937. Dessa inkorporerades i stadskommunen 1916 respektive 1952. Stadskommunen utökades 1967 innan den 1971 uppgick i Skellefteå kommun där Skellefteå sedan dess är centralort.
I kyrkligt hänseende hörde orten före 1913 till Skellefteå församling. Det året bildades Skellefteå stadsförsamling, varvid Skellefteå församling namnändrades till Skellefteå landsförsamling. Skellefteå stadsförsamling bytte namn till Skellefteå Sankt Olovs församling 1961, samtidigt som Skellefteå Sankt Örjans församling avskildes från stadsförsamlingen.
Orten ingick till 1 juli 1879 i Skellefteå tingslag, därefter till 1967 i domkretsen för Skellefteå rådhusrätt, därefter till 1971 åter i Skellefteå tingslag. Sedan 1971 ingår Skellefteå i Skellefteå domkrets.

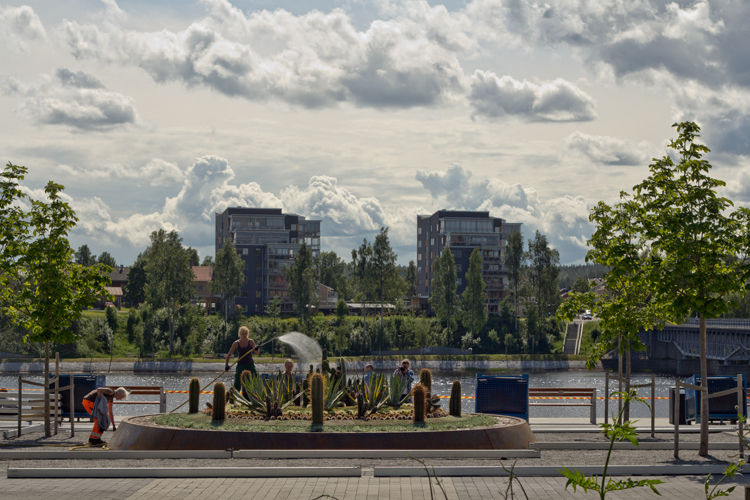
Skellefteå sett från stadsparken, juni 2011

## Geografi
Skellefteå ligger på båda sidor om Skellefteälvens nedre lopp, cirka 15 kilometer uppströms. Centrum är beläget på norra sidan om älven, medan bland annat campus för Luleå tekniska universitet finns söder om älven. Längre ner utefter älven finns Bergsbyn, Ursviken och Skelleftehamn.

### Klimat
Temperaturrekorden för Skellefteå är också temperaturrekord för landskapet Västerbotten. Den högsta temperatur som uppmätts är 34,2° i Skellefteå den 3 juli 1968. Vid samma tillfälle hade Skellefteå flygplats 34,0°.
|                                            | Jan | Feb | Mar | Apr | Maj | Jun | Jul | Aug | Sep | Okt | Nov | Dec |
| ------------------------------------------ | --- | --- | --- | --- | --- | --- | --- | --- | --- | --- | --- | --- |
| Normaldygnets maximitemperaturs medelvärde | −6  | −6  | −1  | 4   | 10  | 17  | 19  | 17  | 12  | 6   | 0   | −4  |
| Normaldygnets minimitemperaturs medelvärde | −14 | −13 | −9  | −4  | 2   | 8   | 11  | 10  | 6   | 1   | −6  | −11 |
|                                            |     |     |     |     |     |     |     |     |     |     |     |     |
| Nederbörd                                  | 42  | 33  | 32  | 32  | 35  | 40  | 57  | 71  | 65  | 55  | 61  | 48  |

| Diagram | temperaturer i °C • månadsnederbörd i mm | temperaturer i °C • månadsnederbörd i mm | temperaturer i °C • månadsnederbörd i mm | temperaturer i °C • månadsnederbörd i mm | temperaturer i °C • månadsnederbörd i mm | temperaturer i °C • månadsnederbörd i mm | temperaturer i °C • månadsnederbörd i mm | temperaturer i °C • månadsnederbörd i mm | temperaturer i °C • månadsnederbörd i mm | temperaturer i °C • månadsnederbörd i mm | temperaturer i °C • månadsnederbörd i mm | temperaturer i °C • månadsnederbörd i mm |
|         | 42 -6 -14                                | 33 -6 -13                                | 32 -1 -9                                 | 32 4 -4                                  | 35 10 2                                  | 40 17 8                                  | 57 19 11                                 | 71 17 10                                 | 65 12 6                                  | 55 6 1                                   | 61 0 -6                                  | 48 -4 -11                                |

### Naturskydd
År 2006 beslutade kommunfullmäktige i Skellefteå att ett område om 650 hektar på Vitberget skulle bli kommunalt naturreservat. Kommunen har dock upplevt det krångligt att lösa in marken och 2021 togs förslaget bort från budgeten. Kommunen äger större delen av marken, resterande del ägs av Svenska kyrkan.

## Ekonomi och infrastruktur

### Näringsliv
Skellefteå är traditionellt en industristad med kända namn som Alimak och Boliden, men har sedan 1990-talet sett många småföretag växa upp inom bland annat it- och teknik-sektorn. Även större IT-företag som InfoVista och Tietoevry har närvaro i staden. I staden finns det kommunala bolaget Skellefteå Kraft. Industrin har klarat den internationella konkurrensen väl genom att flytta uppåt i förädlingskedjan.
Nio länder har under årens lopp upprättat egna konsulat i Skellefteå.  Det första av dem var Danmark 1852, varefter följde Ryssland 1858, Oldenburg 1862, Tyska Riket 1871, Spanien 1892, Nederländerna 1901, Storbritannien 1903, Norge 1916 samt Finland 1931. Idag (2024) består endast de danska och finländska honorärkonsulaten.

#### Fiske
Innan Skellefteå blev stad 1845 var fisket i Skellefteälven en viktig del av försörjningen för Norrböle by. Främst fångades lax, med minimivikter på åtta kilo, med grovmaskig not. Finmaskig not, ena, användes för annan fångst, främst sik. Fisket pågick från juni och fram till hösten. Varannan dag fiskade Norrböle by och varannan dag Sörböle by. I slutet av 1800-talet började Norrböle by arrendera ut sitt fiskevatten till Sörböle by, de arrenderade fortfarande fiskevattnet 1954. I och med stadens tillkomst 1927 infördes två fridygn, dagar då fiske förbjöds. Det tidigare hotet mot fisket, flottningen, ersattes av ett nytt problem 1951, kraftverken. Kraftverken gjorde älven grumlig och naturlaxen dog ut, detta ledde till att Norrböle by ställde krav på Skellefteälvens regleringsförening 1964. År 1995 förekom fortfarande notfiske mellan Skellefteå stad och Bergsbydammen.

### Infrastruktur

#### Transporter

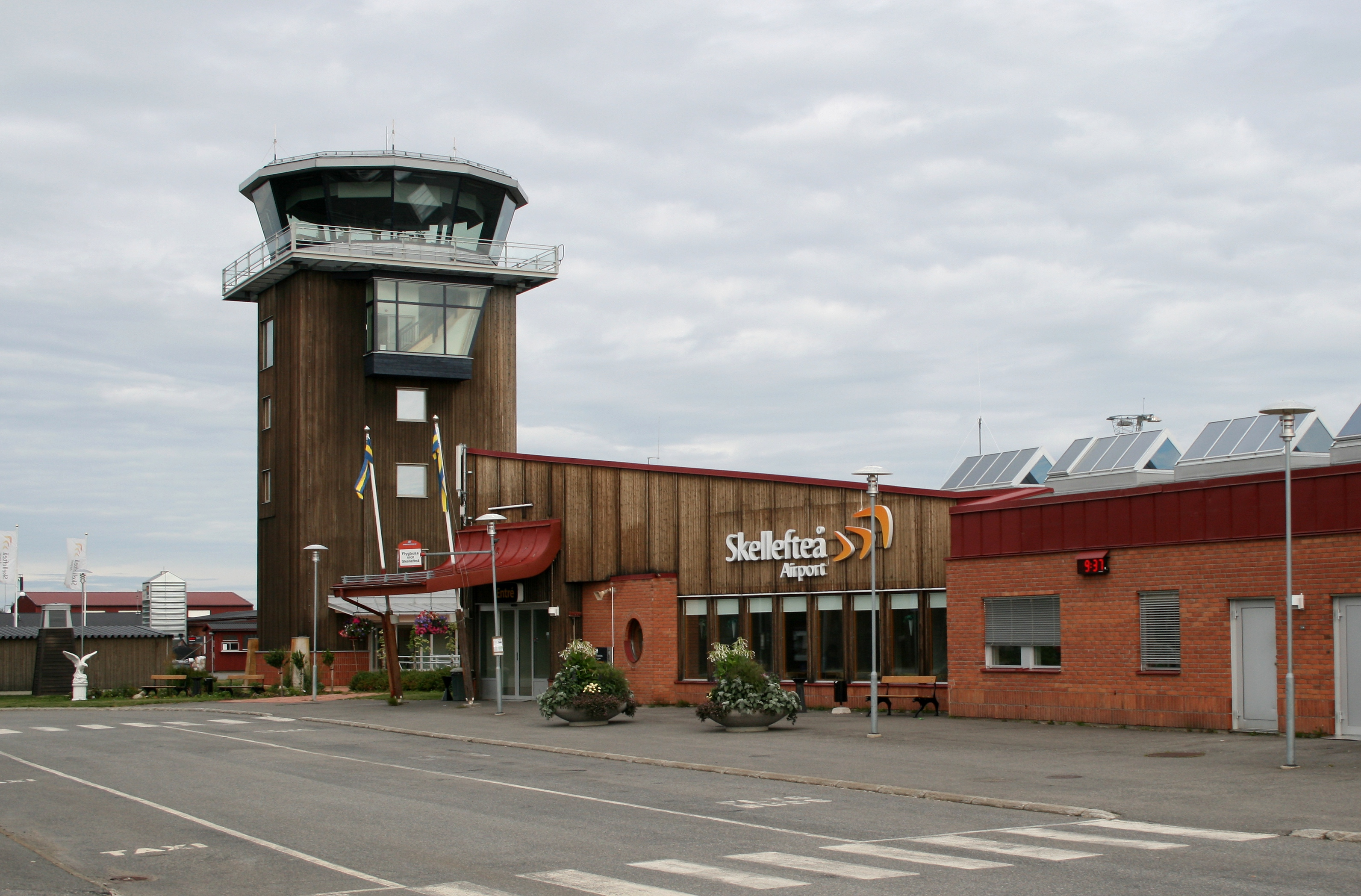
Skellefteå flygplats

E4:an passerar genom staden. I likhet med många andra städer utefter Norrlandskusten skär den genom bebyggelsen, varför olika alternativa dragningar diskuteras. Andra viktiga vägar är Riksväg 95 ("Silvervägen"), med riktning mot Bodø (Norge), samt Länsväg 364, som går via bland annat Burträsk en bit in i landet mot Umeå. Länsväg 372 går genom stadens östra delar och passerar Bergsbyn, Ursviken och Skelleftehamn, innan vägen slutar vid Rönnskärsverken vid havet.[källa behövs]
Skellefteå flygplats är närmaste flygplatsen och är belägen i Falmark cirka 20 km söder om Skellefteå, med dagliga både utrikes och inrikes avgångar.
Skellefteå var tidigare Sveriges största stad utan persontrafik på järnväg.
Räls har man däremot haft sedan 1912, då hela Skelleftebanan och Skellefteå station stod klar. Förutom persontåg mellan Bastuträsk station och Skelleftehamn gick lokaltåg mellan Skellefteå och Rönnskär. Tre stationer och arton hållplatser fanns som mest på den 19 kilometer långa sträckan. Under 1930- och 1940-talen kompletterades trafiken med rälsbusstrafik. År 1945 infördes direkt sovvagnsförbindelse från Stockholm till Skelleftehamn Övre. År 1987 drogs trafiken Skellefteå-Skelleftehamn in, liksom den direkta sovvagnen från Stockholm. Trafiken till Bastuträsk station blev allt mindre och lades ned helt 1990. Efter nedläggningen av persontrafiken har banan rustats upp för den återstående godstrafiken. Bland annat har axellasten höjts och anslutningen till stambanan i Bastuträsk station förbättrats med ett triangelspår och banan har elektrifierats 1997. Upprustningen innebär att den dagliga "Kopparpendeln" till och från Helsingborg kan gå hela vägen utan byte av lok eller körriktning, en sträcka på drygt 140 mil. Persontrafik via tåg sker i dag via järnvägsstationen i Bastuträsk som ligger i grannkommunen Norsjö dit anslutningsbussar till och från Skellefteå busstation går. Tågtrafiken passerar även Jörn i Skellefteå kommun. När Norrbotniabanan kommer, är Skellefteå en tänkt station.

#### Internet
Vad gäller IT-kommunikation har staden ett väl utbyggt stadsnät och bra kommunikation med samtliga service- och skolorter.[källa behövs]

#### Utbildning och forskning

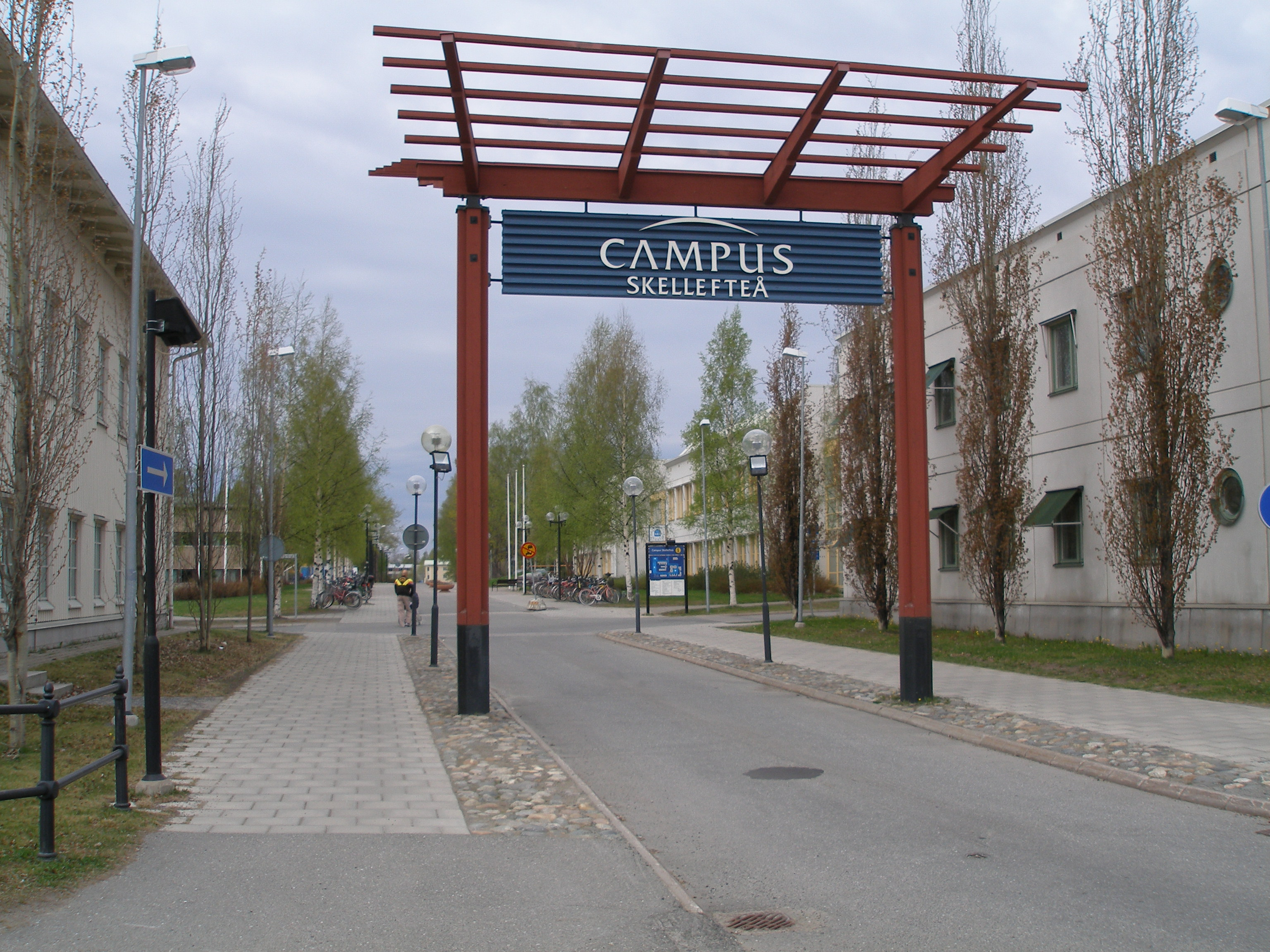
På Campus Skellefteå finns två universitet, Luleå tekniska universitet samt Umeå universitet

På Campus Skellefteå finns två universitet, Luleå tekniska universitet samt Umeå universitet med forskning och utbildning inom bland annat trä, datorgrafik/datorspel, elkraft, omvårdnad och socialt arbete. Här finns även Nordiska Scenografiskolan, Vux-verksamhet, Lernia och Kvalificerad yrkesutbildning (KY).
I Skellefteå tätort finns fem gymnasieskolor: Baldergymnasiet, Anderstorpgymnasiet, Kanalskolan, friskolorna Guldstadsgymnasiet, Yrkesgymnasiet samt Skellefteå Praktiska gymnasium. En folkhögskola, Medlefors folkhögskola finns i staden.[källa behövs]
På Skellefteå lasarett bedrivs klinisk forskning  på hjärt-kärlsjukdomar, slaganfall, lungsjukdomar och mag-tarmsjukdomar. Därtill kommer också forskning "på hur man använder läkemedel optimalt och bedriver omvårdnadsforskning." På Campus Skellefteå bedrivs forskning inom områden som elkraft, distribuerande datorsystem och träteknik. I början av 2020-talet utvecklas möjligheten att bedriva forskning genom upprättandet av utbildnings- och forskningscentret Arctic Center of Energy (ACE).

#### Sjukvård, andra viktiga samhällstjänster
I Skellefteå finns ett av Västerbottens tre akutsjukhus, Skellefteå lasarett. År 2021 fanns 200 vårdplatser och totalt 1200 anställda.

## Befolkning

### Demografi

#### Befolkningsutveckling
Kommunen som helhet har upplevt varierande befolkningstillväxt. Sedan 1970 har befolkningen varit ganska konstant. Under 2020-talet har dock trenden vänt uppåt. 2022 hade Skellefteå kommun en befolkning på 74 402 personer. Skellefteå tätort har haft en positiv utveckling sedan 1960-talet. Befolkningen i tätorten Skellefteå uppgick till 32 775 invånare (2010), en ökning med cirka 1 000 personer sedan år 2000, och 36 388 år 2020, en ökning med ytterligare 3 613 personer. Inom ett cirkelområde med 1,5 mils radie från stadens centrum uppgår befolkningen till cirka 50 000, då flera av de större tätorterna i kommunen finns nära staden: Ursviken (3 977 invånare, 2010), Skelleftehamn (3 184 inv), Bergsbyn (1 780 inv), Kåge (2 248 inv), Ersmark (892 inv) , Medle (552 inv), Örviken (395 inv), Myckle (355 inv).
Befolkningsutveckling i staden Skellefteå sedan grundandet
- 1860-tal: 300–400 invånare[källa behövs]
- 1887: "något mer än 1 000 invånare".[32]
- 1930: 5 203 invånare[33]
- 1950: 12 217 invånare[33]

Befolkningsutveckling sedan 1960
| Befolkningsutvecklingen i Skellefteå 1960–2020                                 | Befolkningsutvecklingen i Skellefteå 1960–2020 | Befolkningsutvecklingen i Skellefteå 1960–2020 | Befolkningsutvecklingen i Skellefteå 1960–2020 | Befolkningsutvecklingen i Skellefteå 1960–2020 |
| ------------------------------------------------------------------------------ | ---------------------------------------------- | ---------------------------------------------- | ---------------------------------------------- | ---------------------------------------------- |
|                                                                                |                                                |                                                |                                                |                                                |
| År                                                                             |                                                |                                                | Folkmängd                                      | Areal (ha)                                     |
| 1960                                                                           | 1960                                           |                                                | 18 367                                         |                                                |
| 1965                                                                           | 1965                                           |                                                | 23 899                                         |                                                |
| 1970                                                                           | 1970                                           |                                                | 27 456                                         |                                                |
| 1975                                                                           | 1975                                           |                                                | 29 353                                         |                                                |
| 1980                                                                           | 1980                                           |                                                | 29 892                                         |                                                |
| 1990                                                                           | 1990                                           |                                                | 31 051                                         | 2 062                                          |
| 1995                                                                           | 1995                                           |                                                | 31 940                                         | 2 160                                          |
| 2000                                                                           | 2000                                           |                                                | 31 742                                         | 2 170                                          |
| 2005                                                                           | 2005                                           |                                                | 32 425                                         | 2 170                                          |
| 2010                                                                           | 2010                                           |                                                | 32 775                                         | 2 174                                          |
| 2015                                                                           | 2015                                           |                                                | 35 516                                         | 2 482                                          |
| 2020                                                                           | 2020                                           |                                                | 36 388                                         | 2 444                                          |
| Anm.: Sammanvuxen med småorterna Bergsbyn, Lund och Risön 2015. Med viken 2023 |                                                |                                                |                                                |                                                |

#### Migration
DN rapporterade 17 november 2021 att i samband med etablering av batterifabriken Northvolt har cirka 50 nationaliteter flyttat till Skellefteå. 

## Kultur

### Massmedier

#### Press och förlag
Den frisinnat liberala dagstidningen Norran, grundad 1910, då som Norra Västerbotten, har sin centralredaktion i Skellefteå men sprids även i följande kommuner i Västerbotten och Norrbotten: Malå, Norsjö, Robertsfors, Arvidsjaur och Arjeplog. Upplagan är 19 100 (2018).

### Konstarter

#### Musik och dans
Under 1990-talet och senare har Skellefteå utmärkt sig som en musikstad med bland annat rockband som The Wannadies, This Perfect Day, Hardy Nilsson, A Shrine, Vintersorg och Sahara Hotnights (ursprungligen från Robertsfors, men fick sitt genombrott när de verkade i Skellefteå). Flera av dessa har släppt skivor på skivbolaget A West Side Fabrication, med sin bas i Skellefteå. Se vidare Kategori:Musik från Skellefteå.

#### Teater

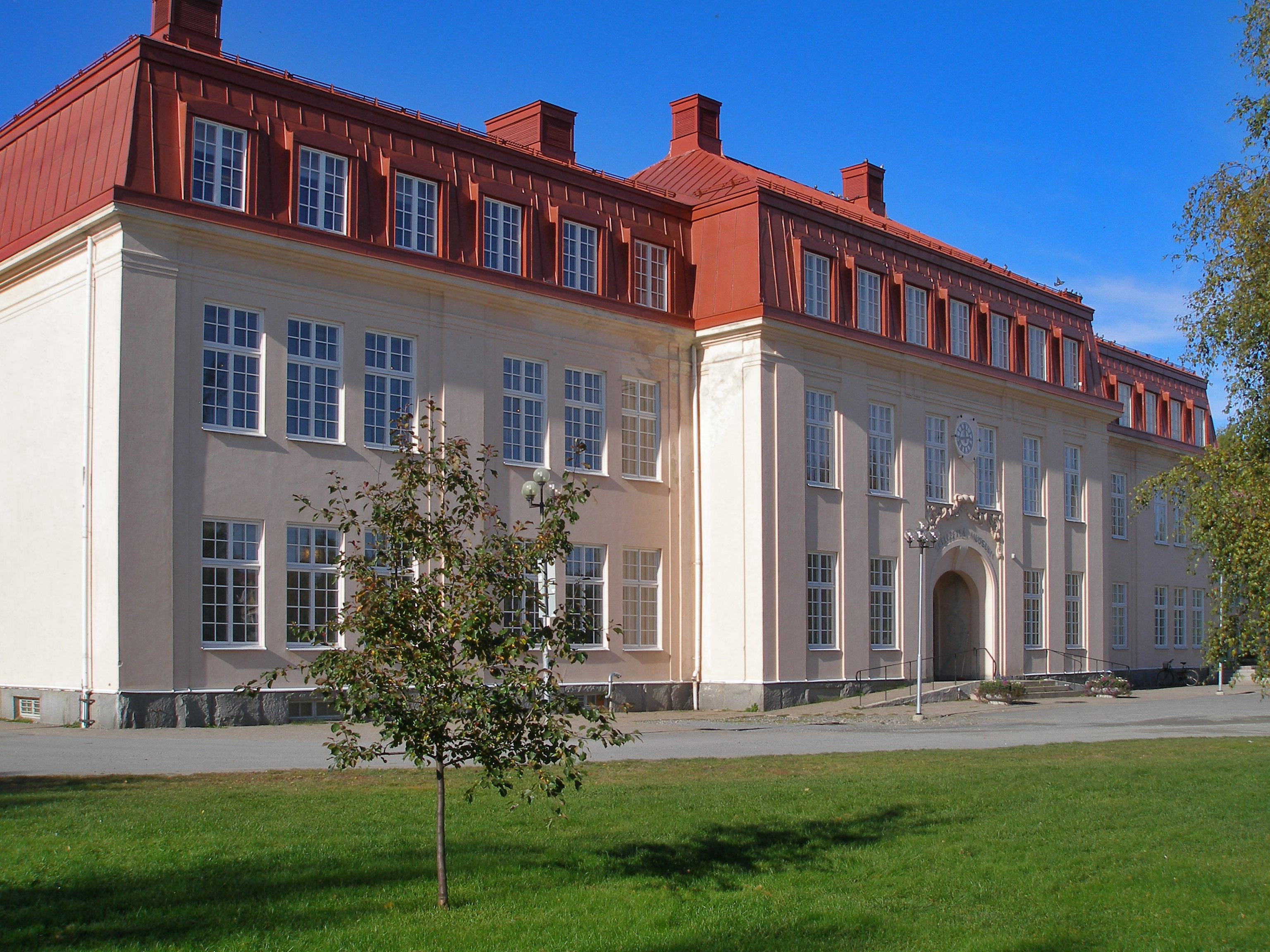
Nordanå kulturcentrum med Skellefteå museum.

Västerbottensteatern, samägd av kommunen och landstinget, är placerad i Skellefteå. Sen 2021 finns teatern på Sara kulturhus. I SARA kulturhus återfinns även Museum Anna Nordlander som är en självständig avdelning inom Skellefteå Museum AB.
Nordanås teater är hemmascen för många föreställningar som Skellefteå Riksteaterförening visar.

#### Arkitektur

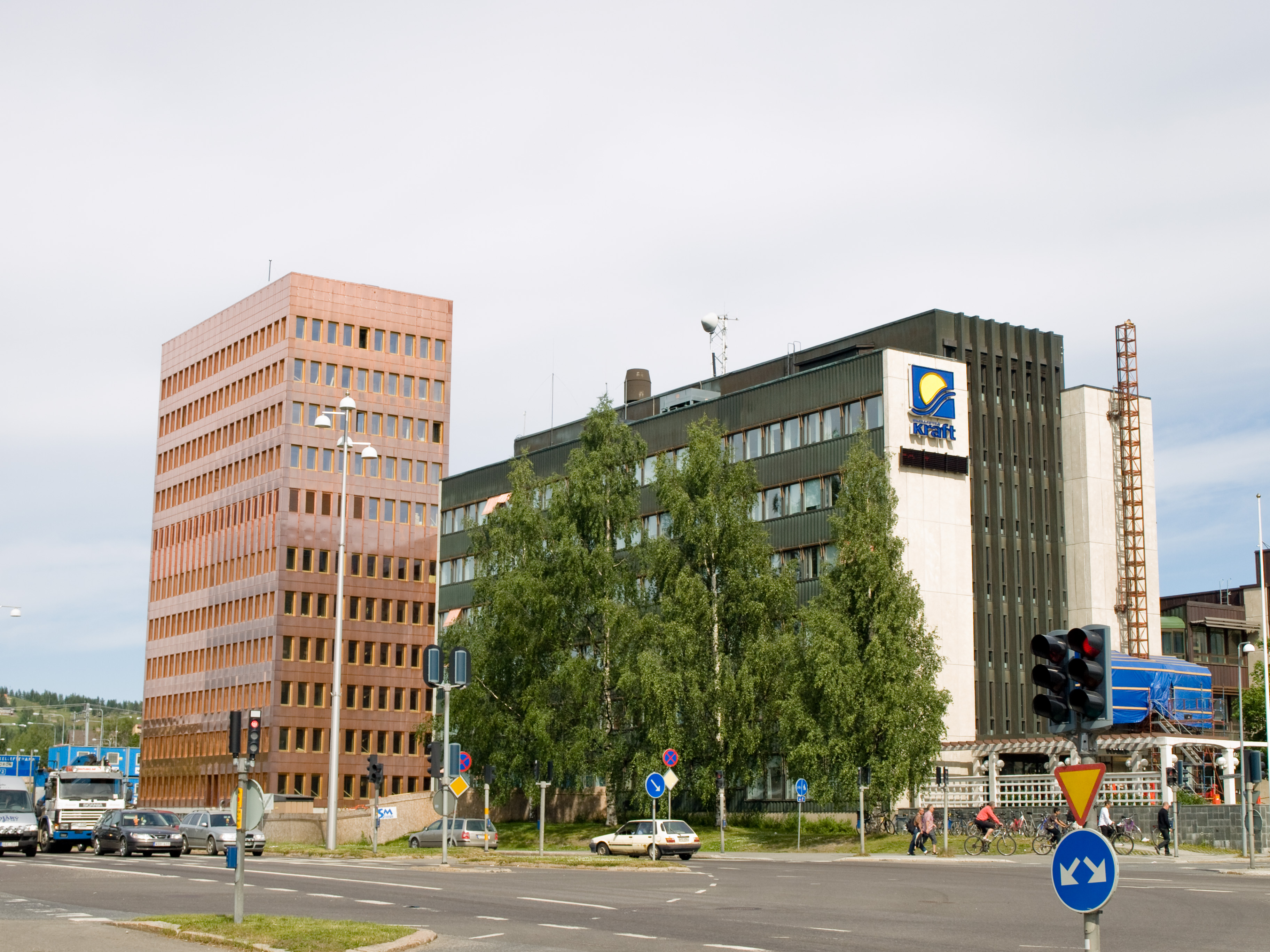
Skellefteå krafts nya kontorsbyggnad från 2009 av General Architecture (t.v.).

Vid ett vadställe i Skellefteälven hade en medeltida kyrk- och handelsplats efterhand utvecklats till ett stadsliknande samhälle. Öster om kyrkplatsen låg Körran (Nordanå) som på 1700-talet blev en övningsplats med officersboställe för Skellefteå kompani. Landsförsamlingens kyrkstad kom efter en brand att placeras däremellan. Området mellan Prästbordet och Boströmsbäcken (dvs. stadens nuvarande centrum) var 1804 en hjortronmyr och var, med undantag för några lador, obebyggt. Bebyggelsen i 1800-talets början ligger öster om Boströmsbäcken och intill älven. På initiativ av kyrkoherden Nils Nordlander grundades Skellefteå på Norrböle bys ägor. Den första stadsplanen för Skellefteå upprättades 1843, långt innan det fanns något kungligt beslut om stadsanläggande. Stadsplanen är en klassisk rutnätsstad med två torg, 27 byggnadskvarter (cirka 100x100 meter stora) och 20 alnar (12 meter) breda gator (med trätrottoarer). Det var trots hårt motstånd från borgarna i Umeå och Piteå, vilka hade handelsrättigheterna, som Skellefteå fick stadsprivilegier 1845.
Staden Skellefteå är indelad i 24 stadsdelar.

### Traditioner

#### Kultursymboler och viktiga personligheter
- Stina Oscarson. Regissör och författare [44]
- Romulo Enmark, Rektor på  Försvarshögskolan[45]
- Joni Söderström Winter, Programledare[46]
- Niklas Sivelöv, Konsertpianist[47]
- Lars-Erik Berenett, Skådespelare[48]
- Marianne Berglund, Tävlingscyklist[49]

### Idrott

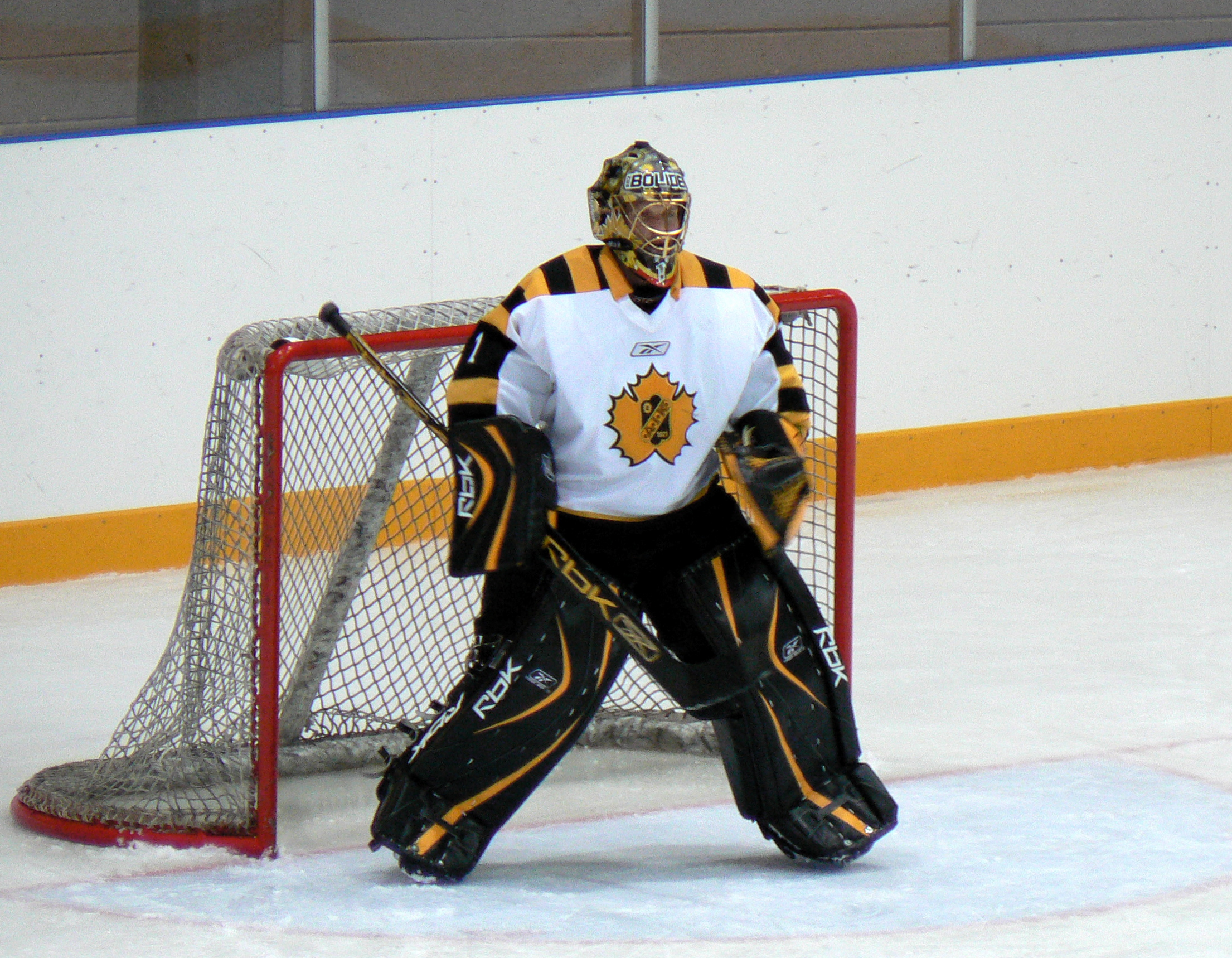
Andreas Hadelöv i Skellefteå AIK 2007.

#### Ishockey
Föreningen Skellefteå AIK innefattar en rad olika idrotter, med ishockeyn som den största, där man säsongerna 2010/2011 och 2011/2012 spelade SM-final med silverplats i bägge. 2012/2013 spelade laget sin tredje raka SM-final. Denna gång vann man efter 4–0 i matcher mot Luleå HF, vilket resulterade i klubbens andra SM-guld. Det första vann man 1978 med Hardy Nilsson som lagkapten. Säsongen 2013/2014, efter att överlägset vunnit grundserien spelade klubben sin fjärde raka SM-final, denna gång mot Färjestad BK. Efter vinst med 4–0 i matcher tog klubben sitt tredje (andra raka) SM-guld.
Bland ishockeyspelare från tätorten hittas bland annat spelare som Adam Larsson, Viktor Arvidsson, Mats Lindgren, Marcus Pettersson och Jan Erixon.

#### Fotboll
Sunnanå SK är trea i maratontabellen för damernas högsta division sedan 1978 och vann SM-guld åren 1980 och 1982. 
2020 spelade Sunnanå SK i Elitettan.
2019-2021 spelade Morön BKs damer i Elitettan. Bland fotbollsspelare från orten hittas exempelvis Petter Andersson
och Hanna Marklund.

#### Skidor
Skidklubben Skellefteå SK har bred verksamhet i staden. Ortens längdskidåkare har tagit SM-guld vid olika tillfällen under 1900-talet. Bland annat 4 SM-guld i stafett under 1970-talet. 
Skellefteå har stått som värd för Längdskid-SM vid ett flertal tillfällen, bland annat 1959 med start/mål på Norrvalla med Sixten Jernberg och Assar Rönnlund som storåkare. SM-veckorna i Skellefteå var 1988 med Gunde Svan och Thomas Wassberg. Även SM 5-mil och 3-mil 1998. Vintern 2008 har en deltävling i Svenska cupen arrangerats här.
I mars 2010 arrangerades skid-SM i Skellefteå med bland annat stafetter, 5-mil/3-mil där flera världsstjärnor som Charlotte Kalla, Anna Haag, Anders Södergren och Johan Olsson deltog.
Även 2018 anordnades SM Vinter i Skellefteå.
På Vitberget anordnas vintertid ett avgiftsbaserat konstsnöspår för längdskidåkning.

#### Kampsport
Shimbukan Skellefteå Budoklubb (iaido, jodo, kendo och naginata) har landslagsrepresentation i både kendo och iaido.Skellefteå kampidrott grundades 2006 och erbjuder träning i Thaiboxning, MMA och Brasiliansk Jiu Jitsu, och har cirka 250 medlemmar. 

#### Orientering

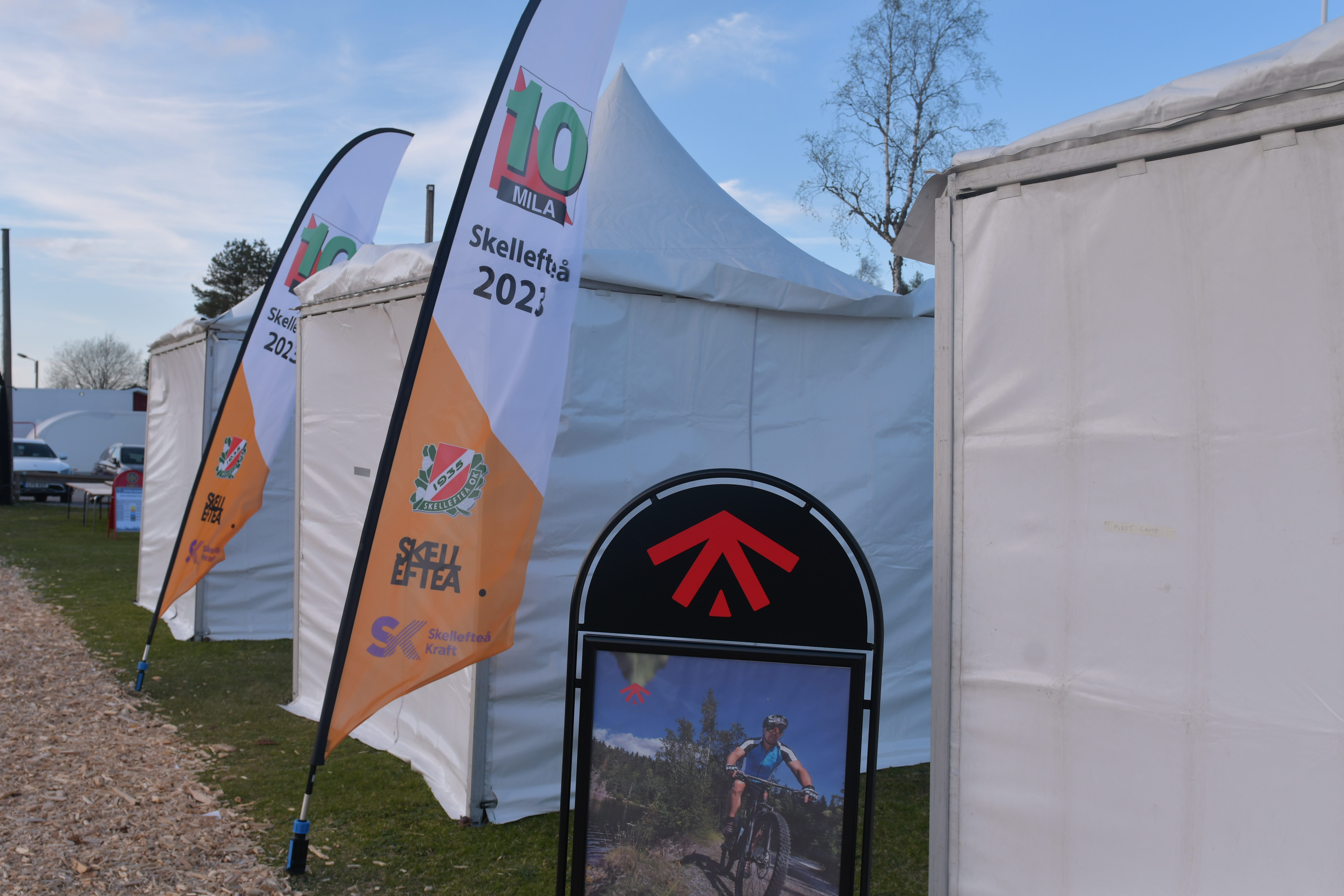
Reklam för Tiomila i Skellefteå 2023 året innan i Ånnaboda.

Skellefteå OK bildades 1935 och har en stuga vid kanten av Vitberget. Klubben var en av arrangörerna av Tiomila 2023.